# Srah Srang
Échec lors de la sérialisation des données.
Srah Srang (en khmer ស្រះស្រង់) ou « le bain royal » est un bassin parementé situé à Angkor (Cambodge), au sud du baray oriental, immédiatement à l'est du temple de Banteay Kdei. Il mesure 700 m par 350. La terrasse et les pourtours sont en grès.

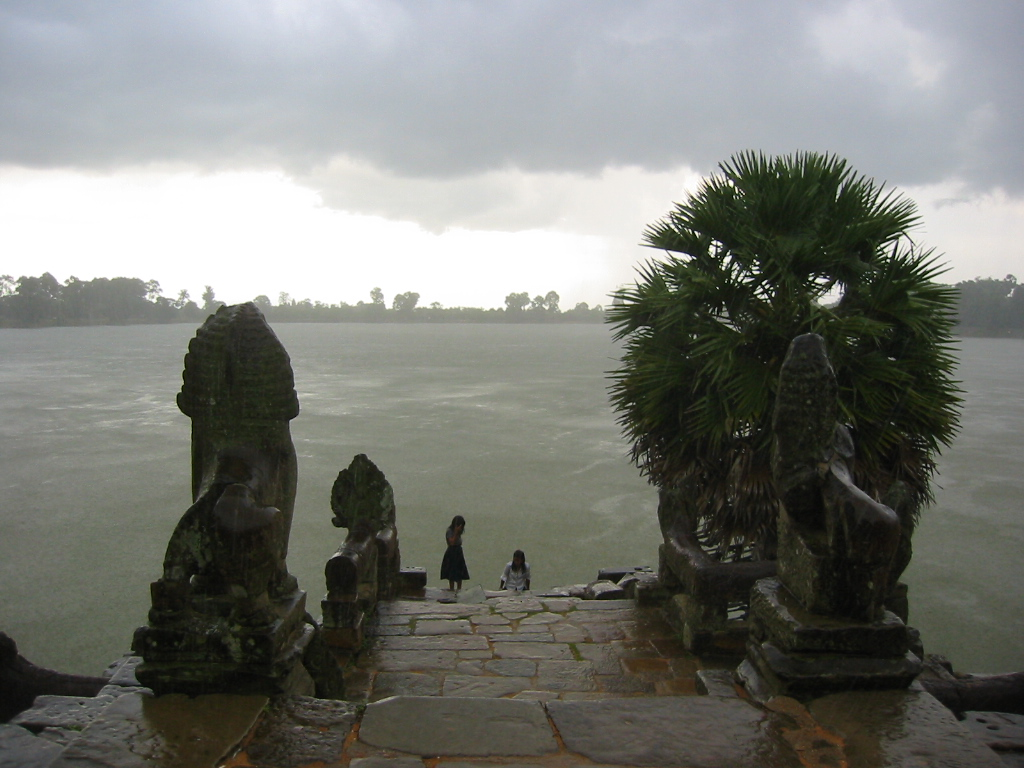
« Débarcadère » à l'ouest de Srah Srang (nov. 2006)

## Histoire
D’après les inscriptions lapidaires, la zone autour du bassin du Sras Srang aurait été en partie occupée à partir de la première moitié du IXe siècle.  Au début du Xe siècle, les grands travaux commencent avec le roi Yasovarman I qui entreprend la construction d’un vaste réservoir, le baray oriental nommé Yaçodharatatâka. Au milieu du Xe siècle, Rajendravarman II investit ensuite la zone et y conduit de grands travaux de constructions de temples, de réhabilitation d’ouvrages antérieurs, de routes. Il construit ainsi le premier état du bassin du Sras Srang et réalise des travaux hydrauliques tels la dérivation de la rivière de Siem Reap. 
À la fin du XIIe siècle, Jayavarman VII fait construire les temples monumentaux de Banteay Kdei et de Ta Prohm et réaménage le bassin du Sras Srang.

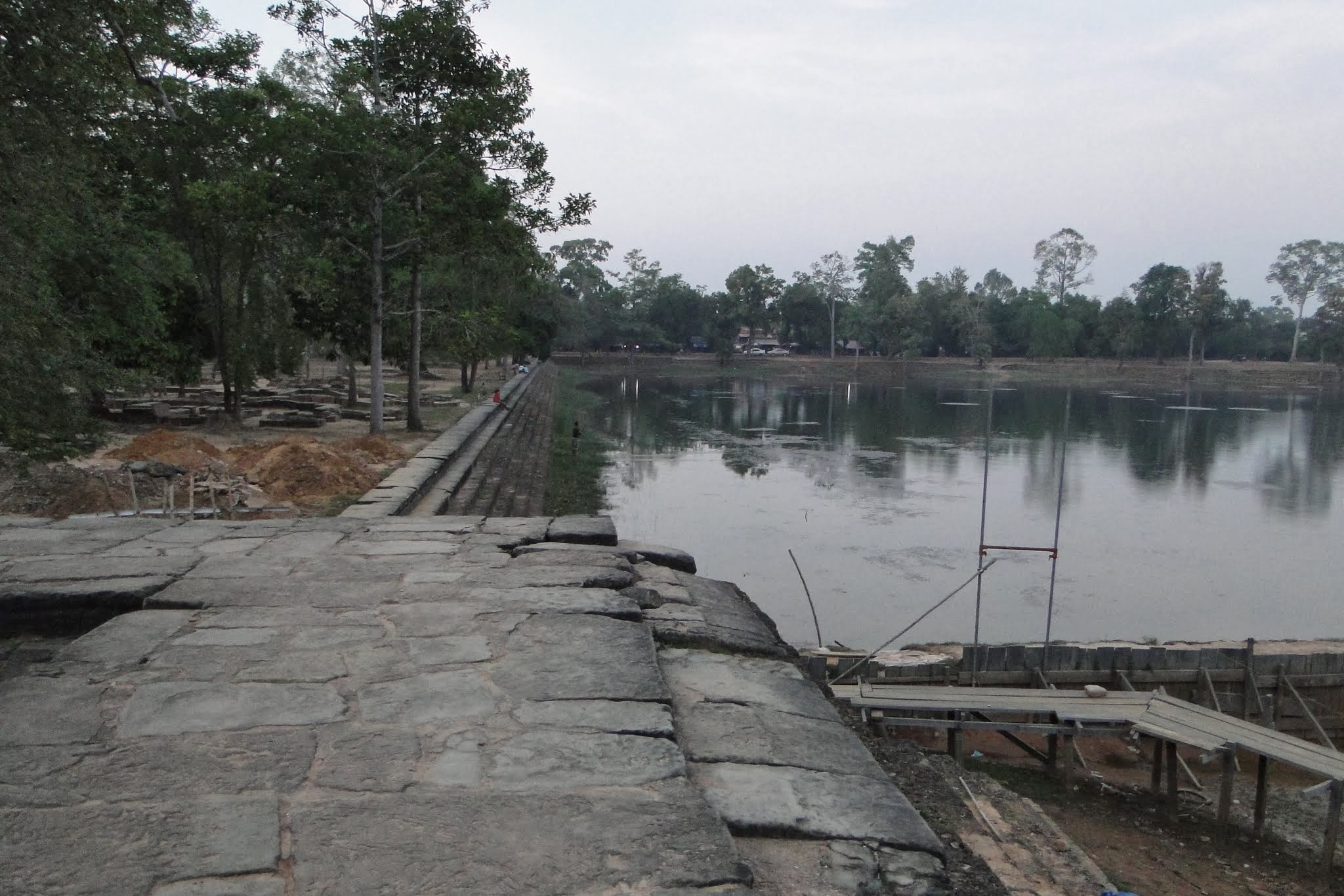
Pierre remblai

Des fouilles ont été menées par Bernard-Philippe Groslier au début des années 1960  à l'Ouest du bassin du Sras Srang. Elles ont permis d’établir que le terrain est resté vierge de toute occupation jusqu’au Xe siècle. Ensuite, plusieurs phases se sont succédé jusqu’au début du XVe siècle. Les fouilles ont mis au jour deux états du bassin du Sras Srang, des campements et des ateliers datant de l’époque de la construction de Banteay Kdei et du Sras Srang  ainsi qu’une nécropole. Celle-ci s’étendrait également le long de la bordure Nord du bassin du Sras Srang. Là, des jarres emplies de bouddhas, et d’objets en bronze ont été trouvées. Cette pratique s’est poursuivie dans la période post angkorienne de façon plus épisodique.  Le rapport mentionne qu’au XVe siècle, le temple de Bantey Kdei sera réutilisé comme monastère bouddhique et transformé en pagode.
Les inscriptions du Xe siècle indiquent que l'eau était amassée là pour le bien de toutes les créatures, à l'exception des éléphants, briseurs de digues. 

## Source
- Courbin, Paul, 1988, « La fouille du bassin du Sras Srang », in Dumarcay, Jacques, Documents graphiques de la Conservation d’Angkor, 1963-1973. EFEO 18, Paris, pp. 21-44.